# Лесное (Винницкая область)
Лесное (укр. Лісне) — село на Украине, находится в Литинском районе Винницкой области.
Код КОАТУУ — 0522483403. Население по переписи 2001 года составляет 99 человек. Почтовый индекс — 22313. Телефонный код — 4347.
Занимает площадь 0,035 км².

## Адрес местного совета
22313, Винницкая область, Литинский р-н, с. Кожухов, ул. Шляховая, 22